# بطحيش أنيق
بطحيش أنيق (الاسم العلمي: Cyprinodon elegans) (بالإنجليزية: Comanche Springs pupfish)‏ هو نوع من الأسماك يتبع جنس البطحيش من الفصيلة البطحيشية.